# Sulpício Severo

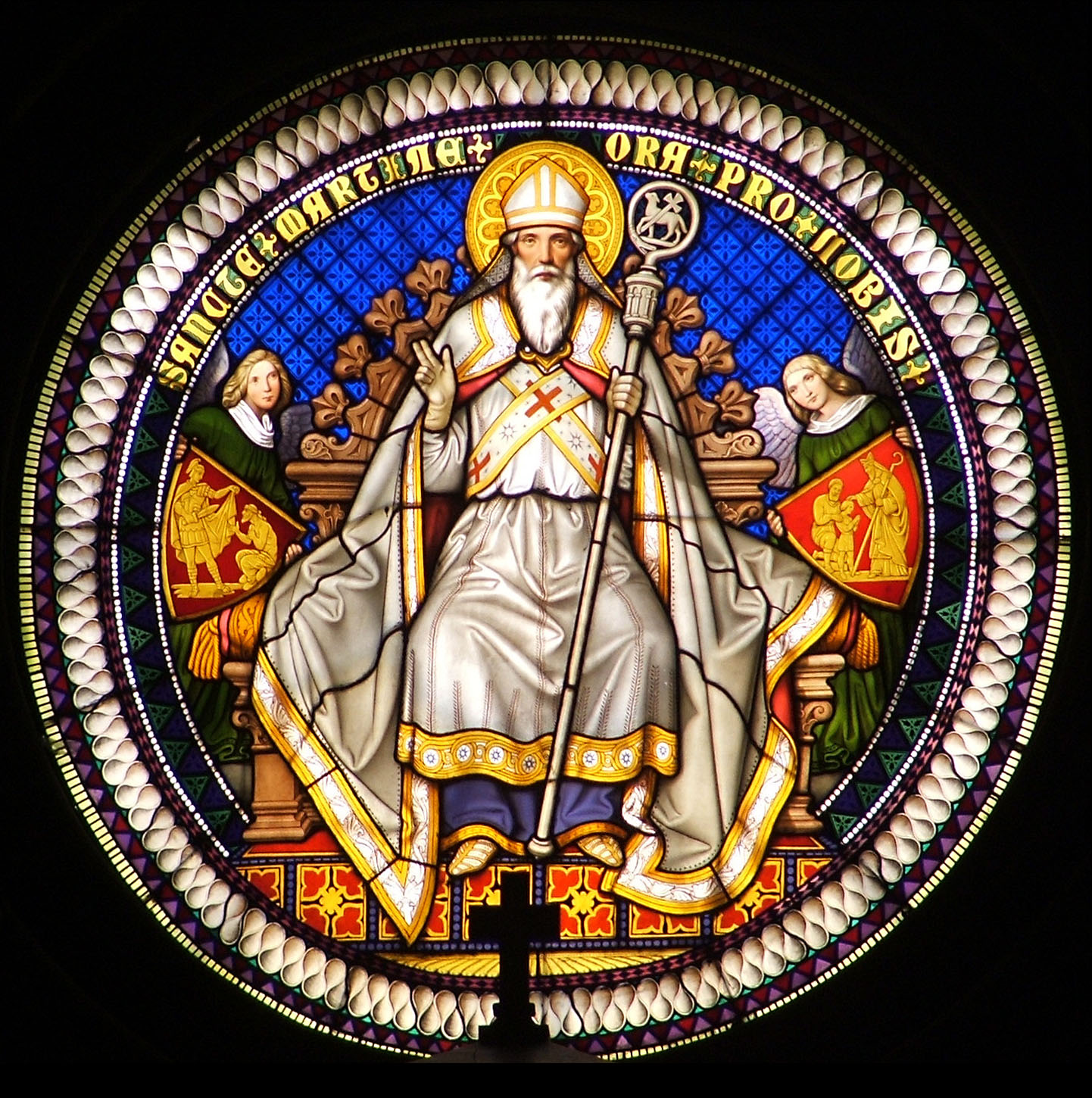
São Martinho, biografado por Sulpício Severo

Sulpício Severo (em latim: Sulpicius Severus; c. 363 — ca. 425) foi um escritor cristão nascido na Aquitânia. Ele é conhecido por sua Historia Sacra, ou a história do mundo desde a criação até seu tempo, e também por sua biografia de Martinho de Tours.

## Vida
Quase tudo o que sabemos da vida de Severo vem de umas poucas alusões feitas em suas próprias obras, algumas passagens em cartas de seu amigo Paulino, bispo de Nola, e uma curta biografia escrita na De Viris Illustribus de Genádio de Massilia.
Nascido de pais nobres na Aquitânia, Severo teve uma educação privilegiada. Ele estudou jurisprudência e tinha um certo renome como um eloquente advogado e este conhecimento do direito romano aparece em partes de sua obra. Ele se casou com a filha de uma rica família consular, que morreu cedo e sem filhos.
Nesta época, Severo acabou sob a poderosa influência de Martinho, bispo de Tours, por quem ele foi convencido a doar sua riqueza aos pobres e dedicar sua vida às boas obras e à meditação. Estas escolhas acabaram provocando conflito com o pai de Severo, mas ele foi encorajado por sua madrasta. Usando as palavras de seu amigo, Paulino, ele rompeu com seu pai, seguiu Cristo e colocou os ensinamentos do "pescador" muito acima de seus "conhecimentos de Cícero". Ele não passou de presbítero na igreja. Sua ordenação foi citada por Genádio, mas nenhum detalhe de suas atividades como sacerdote chegou até nossos dias. Conta-se também que, já idoso, teria abraçado o pelagianismo, mas que se arrependeu e impôs a si mesmo uma severa punição, que durou muito tempo. Ele passou a vida toda em Tolosa e redondezas.
Em muitos aspectos, duas pessoas não poderiam ser mais diferentes do que Severo, o acadêmico e orador, versado nos clássicos, e Martinho, o duro bispo panoniano, ignorante, desconfiado da cultura, campeão da vida monástica, vidente e realizador de milagres. No entanto, o espírito do santo inculto subjugou o do acadêmico polido. As obras de Severo são importantes apenas porque refletem as ideias, a influência e as aspirações de Martinho, o clérigo mais importante da Gália.

## Obras

### ChronicaouHistoria Sacra
A principal obra de Severo é a "Crônica" (em latim: Chronica, Chronicorum Libri duo ou Historia sacra, ca 403 d.C.), um sumário da história sagrada, desde o começo do mundo até sua própria época, com exceção dos eventos já contados nos Evangelhos e nos Atos, "...para que a forma desta breve obra não diminua a honra merecida por estes eventos". É uma fonte de importância primária para a história do priscilianismo e contém considerável informação a respeito da controvérsia ariana. O livro era um livro-texto e era usado para este fim por acadêmicos nas escolas da Europa por aproximadamente um século e meio após a publicação da editio princeps por Flácio Ilírico em 1556.
Severo, em lugar algum, define para que tipo de leitores seu livro se destinava. Ele nega a intenção de fazer da sua obra um substituto para a narrativa contida na Bíblia. "Historiadores mundanos" fora utilizados por ele, afirma Severo, para deixar claras as datas e a conexão dos eventos e para complementar as fontes sagradas, e com a intenção de instruir os iletrados e convencer os letrados. Provavelmente, os "iletrados" eram a massa dos cristãos e os letrados, os cristãos e pagãos com algum estudo, a quem a rude linguagem dos textos sagrados, seja em grego ou latim, seria desagradável. A estrutura literária da narrativa mostra que Severo tinha em mente principalmente os leitores do mesmo nível cultural que ele. Ele estava ansioso para mostrar que a história sagrada poderia ser apresentada numa forma que os amantes de Salústio e Tácito poderiam apreciar e gostar. O estilo é lúcido e quase clássico. Ainda que frases - e mesmo sentenças inteiras - de muitos autores clássicos estejam imbricadas aqui e ali, a narrativa flui facilmente, sem nenhum traço dos solavancos que desagradam tanto na leitura de imitadores dos clássicos, como Sidônio. A obra também não tem digressões. Para que seu livro pudesse estar ao lado dos livros dos antigos autores latinos, Severo ignorou os métodos alegóricos de interpretação da história sagrada com quem os ortodoxos e os heréticos de sua época estavam enamorados.
Como uma autoridade sobre as épocas anteriores à sua, Severo tem pouco impacto. Em uns poucos pontos ela nos permite corrigir ou suplementar outros registros. Jakob Bernays sugeriu que ele teria baseado a sua narrativa sobre a destruição de Jerusalém por Tito no relato dado por Tácito em sua "Histórias", cujo trecho sobre o assunto se perdeu. Através dela, portanto, somos capazes de contrapor o relato dele com o de Flávio Josefo, que torceu a sua narrativa para homenagear Tito.
O interesse real em sua obra está, primeiro, nos relances incidentais que ela nos fornece sobre a história de seu próprio tempo; em seguida, e mais especificamente, na informação que ele preservou sobre a disputa sobre o priscilianismo, que desorganizou e degradou as igrejas da Hispânia e da Gália, afetando particularmente a Aquitânia. As simpatias reveladas por Severo são completamente as de São Martinho. O bispo tinha aguentado Magno Máximo, que governou por alguns anos uma extensa porção do império, ainda que jamais tenha conquistado a Itália. Ele o tinha repreendido atacando e derrubando seus predecessores no trono e por suas relações com a igreja. Severo não perde a oportunidade de destacar os crimes e abusos dos governantes, assim como as suas crueldades. Porém, ele também declara que por mais cruéis que os governantes possam ser, os padres podem ser ainda mais. Esta última frase é uma referência aos bispos que tinham importunado Máximo até conseguirem que ele sujasse suas mãos com o sangue de Prisciliano e seus seguidores. Martinho também tinha denunciado a falta de espiritualidade e a ganância dos bispos da Gália. Assim, encontramos Severo, em sua narrativa sobre a divisão de Canaã entre as tribos, destacando para os clérigos que nenhuma terra fora dada à tribo de Levi (os sacerdotes) para que eles não fossem distraídos em seu serviço a Deus. "Nossos clérigos parecem", diz ele, "não apenas ter esquecido a lição, mas ignorantes dela, tamanha é a paixão por posses que em nossos dias que nos nossos dias irrompeu em suas almas". Neste trecho, temos um relance sobre as circunstâncias que estavam seduzindo homens bons para o monasticismo no ocidente, embora a evidência de uma vida entusiástica de votos, como é o caso de Severo, provavelmente não esteja livre de exageros.
Severo também simpatizava completamente com as ações de Martinho sobre o priscilianismo. Esta misteriosa seita ocidental, provavelmente originada do gnosticismo, não tinha uma única característica que pudesse suavizar a hostilidade de Martinho, mas ele resistiu à introdução da punição secular para erros de doutrina (heresias) e deixou a comunhão com os bispos galeses, a maioria, que pediram a ajuda de Máximo contra os seus irmãos em erro. Em conexão com isto, é interessante notar o relato dado por Severo sobre o Concílio de Rimini, em 359, onde uma questão surgiu sobre se os bispos que compareceram à assembleia poderiam legalmente receber dinheiro do tesouro imperial para compensar suas despesas de viagem e estadia. Severo evidentemente aprova a ação dos bispos britânicos e galeses, que consideraram absurdo ficar em débito com o imperador. Seu ideal de igreja era de que ela ficasse acima do estado.

### Vida de São Martinho, diálogos e cartas
Mais popular durante a Idade Média era a "Vida de São Martinho", assim como os diálogos e cartas sobre o mesmo assunto. Estas obras fizeram muito para estabelecer a grande reputação de milagreiro que o santo manteve durante toda a época medieval. O livro não é propriamente uma biografia, mas um catálogo de milagres, contados com toda a simplicidade de uma crença completa e irrestrita. O poder de realizar sinais milagrosos é considerado como diretamente proporcional à santidade e, para Severo, uma medida dela e algo que só pode ser alcançado por meio de uma vida de isolamento do mundo. No primeiro de seus Diálogos (muito similares aos de Cícero), Severo põe na boca de um interlocutor (Posthumianus) uma descrição muito agradável da vida dos cenobitas e eremitas nos desertos próximos ao Egito (veja Nítria). A principal evidência da virtude obtida por eles está na sujeição voluntária dos animais ferozes que vivem no meio deles. Mas Severo não apoiava indiscriminadamente o monasticismo. O mesmo diálogo mostra-o consciente dos seus perigos e defeitos. O segundo diálogo é um grande apêndice para a Vida de São Martinho e, de fato, fornece mais informações sobre a sua vida como bispo e sobre seus pontos de vista que a obra principal. Os dois diálogos ocasionalmente fazem interessantes referências a personagens de sua época. No primeiro (cap. 6 e 7), temos uma imagem vívida das controvérsias que estavam assolando Alexandria sobre as obras de Orígenes. O julgamento de Severo é, sem dúvida, o que ele coloca na voz de seu interlocutor, Posthumianus: "Eu estou chocado que o mesmo homem pode ter tanta diferença com relação a si mesmo, pois na porção aprovada de suas obras ele não tem igual desde os apóstolos, enquanto que na porção pela qual ele é justamente acusado, se provou que nenhum outro homem já cometeu mais erros inapropriados". Três epístolas sobre a morte de Martinho (ad Eusebium, ad Aurelium diaconum e ad Bassulam) completam a lista de obras genuínas de Severo.
Outras cartas (para sua irmã), sobre o amor de Deus e a renúncia do mundo, não sobreviveram.